# Schlacht bei Santa Isabel (1866)
Die Schlacht bei Santa Isabel in Mexiko fand am 1. März 1866 in der Hazienda Santa Isabel in der Nähe von Parras de la Fuente im mexikanischen Bundesstaat Coahuila statt. Einheiten der mexikanischen Armee unter dem Kommando von General  Andrés S. Viesca und französische Truppen unter dem Kommando des Generals De Brian standen sich gegenüber. Dies war der schwärzeste Tag der Fremdenlegion, da ihr Kommandant eine Reihe von Fehlern machte, die zu einem der größten französischen Verluste während der zweiten französischen Intervention führte.

## Hintergrund
Französische Streitkräfte des Zweiten Französischen Reiches hatten ihre erste kämpferische Auseinandersetzung in der Schlacht bei Puebla am 5. Mai 1862 in Mexiko. Die Franzosen wurden durch die mexikanische Truppen geschlagen. Die 3. Kompanie der Fremdenlegion opferte sich während des Gefechts von Camerone am 30. April 1863. Am 7. Juni 1863 drangen die Franzosen in Mexiko-Stadt ein. Im Juli 1863 proklamierten sie mit Unterstützung vieler konservativer Mexikaner ein katholisches Reich. Der Thron wurde einem österreichischen Erzherzog verliehen, der Maximilian I. von Mexiko wurde. Die Republikaner widersetzten sich, aber mit begrenztem Erfolg.
Mit dem Ende des amerikanischen Bürgerkriegs im Jahr 1865 begannen die Vereinigten Staaten jedoch, die Republikaner aktiv zu unterstützen und Druck auf die Franzosen auszuüben, sich zurückzuziehen, was im Mai 1866 begann. Ohne französische Unterstützung wendete sich das Blatt gegen die imperialen Streitkräfte, die verlor mehrere Schlachten gegen die republikanischen Streitkräfte.

## Die Schlacht
Am Angriff waren 215 Franzosen und 400 Verbündete gegen 2000 Mexikaner beteiligt.
Um 3:00 Uhr morgens versuchte General De Brian, die Hazienda von Santa Isabel im Schutz der Dunkelheit zu stürmen. Mit einem Schusswechsel wollte De Brian überraschend angreifen, rechnete aber nicht damit, dass die Mexikaner so gut bewaffnet und in großer Zahl sein würden, so dass sie dreimal zurückgeschlagen wurden. Nach dem dritten Angriff zogen sich die Mexikaner zurück, umkreisten die französische Truppe und vernichteten sie vollständig. Gegen 8:00 Uhr war die Schlacht beendet.
Die Opfer der Streitkräfte des 2° Bataillon der Fremdenlegion und die der mexikanischen imperialistischen Streitkräfte waren insgesamt 126 Tote, davon waren 116 Franzosen und 10 Mexikaner.
Unter den Toten der Franzosen befanden sich der Kommandant De Brian, die Leutnants Roiyaux, Ravix und Schmidt, die Captains Moulinier und Cazes, Sergeant Roche und Tamburini sowie Rustegho, der Doktor der französischen Kompanie.
Nach der Schlacht flohen viele in Richtung Parras, jedoch wurden 82 Franzosen und 65 mexikanischen Verbündete gefangen genommen, unter  ihnen waren viele Verwundete.

## Parallele zu Camerone
Drei Jahre zuvor, am 30. April 1863, beim Gefecht von Camerone, endete dies ebenfalls, bei einer Übermacht von 2000 Gegnern, mit einer schweren Niederlage für die Franzosen. Die Schlacht von Santa Isabel, bei der es doppelt so viele getötete Legionäre gab, wird auch als das Camerone der Mexikaner genannt.

## Widersprüchliche Angaben
- 1866, 27. März. behauptet diese Buchseite der Europäischen Chronik: Zitat: Bei Santa Isabel greifen eine 600 Mann starke Abtheilung Franzosen ein 1500 Mann starkes Corps Juaristen an und wird geschlagen. Gegen 100 Franzosen bleiben auf dem Platze.[8]
- Franzosen (Imperialisten): Das 2. Infanteriebataillon wurde gebildet aus der 3° und 4° Kompanie der Fremdenlegion, zusammengesetzt aus: 8 Offizieren, 177 Legionären, 250 mexikanischen Hilfskräften und 50 Reitern der Rural Guard. (∑ 485 Mann)
- Mexikaner (Liberale): 800 vereinigten Kämpfer aus Infanterie und Kavallerie unter dem Kommando von Maximo Campos und Francisco Treviño[9], 350 Mann Infanterie unter General Viesca; 50 der Laguna Force unter dem Kommando von Jesús González Herrera. (∑ 1200 Mann)[10]
- Drei Uhr morgens war eine Kolonne des Feindes, bestehend aus drei Armeen, mit 450 Verrätern und 215 französischen Infanteristen, auf ihrem Weg in einige Scharmützel verwickelt. (∑ 665 Mann)[11]
- ...Tausend Mexikaner gegen den französischen Graf Bryand, (welcher der Kommandant von Saltillo war) an der Spitze von 665 Männern  von denen 115 Franzosen[12] und 450 Mexikaner waren.(∑ 565 Mann ?)[13]
- Auf dem Höhepunkt des Gefechts nahm der mexikanische Lieutenant Colonel Fuentes dem Feind eine französische Flagge ab, die die Einwohner von Coahuila mit berechtigtem Stolz im Saal des Rathauses von Parras aufbewahren. Die Republikaner hatten 10 Tote und 22 Verwundete. Die Imperialisten hatten 131 Tote, darunter Bryand und der französische Arzt A. Montimer. Die Republikaner machten 166 Gefangene, davon 81 Franzosen und 85 Mexikaner.[14]

- Ein Schlachtbericht: Die Schlacht tobte in der Dunkelheit der Morgendämmerung. Einer der dramatischsten und blutigsten Momente des Kampfes ereignete sich während der Nahkämpfe, bei denen der Säbel auf beiden Seiten viele Menschenleben forderte. Die republikanische Wildheit gewann an Stärke und drängte die gallischen Truppen zu einer Schlucht, wo Dutzende von Zuaven in die Leere fielen, zu Tode gesteinigt und halb begraben zurückgelassen wurden; seitdem hieß die Stätte "La Barranca de los Franceses".[15] Gegen 8 Uhr morgens endete die Schlacht von Santa Isabel, wo die Republikaner die Imperialisten besiegten, der Ort bot ein makabres Panorama aufgrund der Dutzenden von Toten und Verwundeten, die der Kampf hinterlassen hatte; das Land von Coahuila wurde in Blut getränkt, der Graf De Brián verlor sein Leben.[16]
- Ausschnitte von "Noticias de la batalla de Santa Isabel": Die mexikanischen Hilfskräfte ließen uns zu Beginn des Angriffs im Stich, mit Ausnahme von Hauptmann Campos (Máximo), Präfekt von Parras, der einmal mit 50 Mann angriff. Der Kommandant fiel dort verwundet und Leutnant Royaux starb an seiner Seite. Alle unsere Bemühungen, 150 gegen 2000, schlugen fehl; unter den gut geschützten Liberalen hatten ungefähr hundert das berühmte achtschüssige Yankee-Gewehr. Leutnant Schmidt stürzte auf dem Weg nach unten, von Kugeln durchlöchert. Kapitän Cazés auch. Kapitän Moulinier, der über eine Schlucht sprang, erhielt fünfzehn Schüsse. Sie töteten Ravix. .... 82 von uns haben überlebt, davon 37 verwundet; 97 Soldaten und 6 Offiziere waren gestorben.(∑ 103 Mann)

Forumsbeitrag mit Namensliste: Die französischen Verluste betrugen 103 Tote und 82 inhaftierte Soldaten. (//forum.axishistory.com/viewtopic.php?t=228636)